# Fatuma Roba
Fatuma Roba (* 18. Dezember 1973 in Arsi) ist eine äthiopische Langstreckenläuferin und Olympiasiegerin.
Wie viele andere afrikanische Spitzenläufer legte auch sie als Kind einen weiten Weg zur Schule zu Fuß zurück. Ihr erster großer Erfolg war ein dritter Platz über 10.000 Meter bei den afrikanischen Leichtathletikmeisterschaften 1993 in Durban. 1996 gewann sie den Rom-Marathon und holte sich dann beim Marathonlauf der Olympischen Spiele in Atlanta die Goldmedaille vor Walentina Jegorowa (RUS) und Yūko Arimori (JPN).
Beim Boston-Marathon siegte sie 1997 (als erste Afrikanerin), 1998 in ihrer persönlichen Bestzeit von 2:23:21 h und 1999. Beim Tokyo International Women’s Marathon 1999 wurde sie Zweite und bei den Weltmeisterschaften 1999 in Sevilla belegte sie Platz 4 im Marathon. 2000 lief sie beim Boston-Marathon auf den dritten Platz.
2001 gewann sie den Madrider Millennium-Marathon und 2004 den Nagano-Marathon.